# Il racconto della donna di Bath
Il prologo e il racconto della donna di Bath (The Wife of Bath's Prologue and Tale) è la sesta novella all'interno de I racconti di Canterbury di Geoffrey Chaucer.
Il passo offre un'immagine del ruolo della donna nel tardo medioevo ed è probabilmente una figura di interesse per Chaucer stesso: è infatti uno dei personaggi maggiormente sviluppati all'interno della raccolta.
Bene notare che in inglese medievale wife non significa "moglie" come nell'inglese contemporaneo, ma deriva da wif che significa semplicemente "donna".

## Trama

### Prologo
Il prologo, in cui la donna di Bath parla in prima persona, è il più lungo della raccolta. Il personaggio si esprime apertamente contro le consuetudini del suo tempo e in particolare sul ruolo assegnato alle donne nella società. Sua cura principale è compiere un'apologia delle donne che nel corso della vita si sono sposate più volte; lei stessa è sopravvissuta a tutti e cinque i suoi mariti.

### Racconto
Ai tempi di re Artù, un cavaliere ha usato violenza a una fanciulla. Il sovrano ordina che sia fatta giustizia e lo condanna a morte, ma la regina Ginevra ottiene che il reo sia graziato e giudicato da lei. La regina dice al cavaliere che avrà salva la vita se scoprirà cos'è che le donne desiderano di più, concedendogli un anno e un giorno per rispondere. Il cavaliere abbandona Camelot e si mette in viaggio, ma per quante donne interroghi lungo il cammino ognuna offre una risposta diversa, tra cui la ricchezza, l'onore, vesti sontuose, l'adulazione, la libertà e così via.
Si avvicina così il giorno stabilito e l'uomo sta per fare ritorno a corte senza una risposta. In un prato il cavaliere si imbatte in un'anziana che si offre di aiutarlo, ma solo se le darà in cambio qualsiasi cosa gli chieda. Il cavaliere accetta e così può tornare alla reggia con la risposta: ciò che le donne desiderano di più è avere signoria e dominio sui mariti e sul loro amore. Le dame della corte concordano e liberano il cavaliere, ma a questo punto l'anziana misteriosa spiega alla corte come sia stata lei a fornire la risposta e come il cavaliere le abbia promesso qualsiasi ricompensa, perciò pretende che egli la sposi.
Il cavaliere, benché enormemente contrariato, non può esimersi e sposa la donna. Durante la prima notte di nozze, l'uomo ha difficoltà ad adempiere ai suoi doveri coniugali: l'anziana lo esorta dunque a ragionare su come in realtà una donna brutta e anziana ma sicuramente fedele, com'è lei, sia preferibile a una moglie bella ma eventualmente infedele, quindi lo prega di dirle quale opzione preferirebbe. Il cavaliere risponde che la scelta sta a lei. Poiché il marito ha appreso la lezione, la donna risponde che intende essere per lui una moglie sia bella sia fedele: quando il cavaliere si volta, l'anziana è diventata una bellissima giovane e la coppia vivrà felice per tutta la vita.
La donna di Bath conclude il suo racconto pregando che il cielo invii alle donne mariti ubbidienti e docili, e perseguiti i mariti che non vogliono essere dominati dalle mogli.

## Analisi
La donna di Bath è una delle poche donne cantastorie dei Racconti (le altre sono la Priora e la Seconda monaca): ha viaggiato per il mondo in pellegrinaggio (è stata a Gerusalemme, Roma, Boulogne-sur-Mer, Santiago di Compostela e Colonia), e quello a Canterbury dunque appare come un gioco rispetto ai precedenti viaggi. La donna poi sostiene non solo di aver visto molte terre, ma anche di aver portato cinque diversi mariti all'altare (indice che tutti i precedenti sono morti) e di aver avuto molti altri amanti in gioventù. 
È una donna benestante, molto desiderata, intraprendente ed espertissima ricamatrice, con vestiti che sfiorano la stravaganza, fra cui calze di colore scarlatto (il che era molto costoso, poiché la tintura era ricavata da un particolare maggiolino rosso che si trova solo in alcune regioni del mondo) e scarpe in pelle morbida, raggiante e nuova, tutto per ostentare quanto fosse ricca. Secondo la descrizione, possedeva molti dei canoni fisici di una donna sensuale per l'epoca: gap-toothed was she, ovvero aveva uno spazio tra i denti anteriori; large hips, fianchi larghi; bold was her face, aveva un viso impertinente; handsome, bella (di solito handsome viene usato per una bellezza maschile e beautiful per una femminile, questa scelta di aggettivo potrebbe essere ricondotta alla sua stazza); red in hue, guance rosse.
Geoffrey Chaucer lascia intendere che la wife of Bath intraprendeva questi pellegrinaggi più per conoscere nuovi uomini che per un fine puramente religioso, il che delinea un profilo di donna vitale, intraprendente e mondana; ne sottolinea anche il carattere presuntuoso ed egocentrico, non solo nei vestiti a dir poco stravaganti che le servono a farsi notare, ma anche nella pretesa di essere sempre la prima, in chiesa, a fare un'offerta (tanto che si arrabbiava molto se qualcuno osava precederla camminando verso l'altare).

## Ispirazione
Secondo alcuni, Alice Perrers, amante di un Edoardo III ormai vedovo e anziano, potrebbe esser stata l'ispirazione per la protagonista di questa novella. Nel corso della propria vita Alice fu vicina a Chaucer e lo sostenne.